# Florian Plumeyer
Florian Plumeyer (* 1983 in Hannover) ist ein deutscher Drehbuchautor.

## Leben
Florian Plumeyer studierte von 2004 bis 2010 Theater- und Medienwissenschaften an der Friedrich-Alexander-Universität Erlangen-Nürnberg. Dort beschäftigte er sich auch mit der Ethik der Textkulturen. Im Jahr 2013 erhielt er ein einjähriges Stipendium des Nürnberger Autorenstipendiums. Nach seinem Abschluss an der Friedrich-Alexander-Universität wechselte er zum Studium an die Deutsche Film- und Fernsehakademie Berlin. Dieses Studium schloss er 2016 ab.
Nach dem Ende seines Studiums schrieb er gemeinsam mit Katharina Woll das Drehbuch für deren Film Alle wollen geliebt werden, der im Juni 2022 beim Filmfest München seine Premiere feierte. Er schrieb bereits das Drehbuch für ihren Kurzfilm Ihr Sohn. Es folgte eine Zusammenarbeit mit Christoph Hochhäusler für dessen Thriller Bis ans Ende der Nacht, der im Februar 2023 im Rahmen der Internationalen Filmfestspiele in Berlin im Wettbewerb um den Goldenen Bären gezeigt wurde.
Im Oktober 2024 wurde Plumeyer Mitglied der Deutschen Filmakademie.

## Filmografie
- 2013: Diebe (Kurzfilm)
- 2015: Ihr Sohn (Kurzfilm)
- 2022: Alle wollen geliebt werden
- 2023: Bis ans Ende der Nacht
- 2025: Ungeduld des Herzens

## Auszeichnungen
Festival des deutschen Films
- 2022: Nominierung für den Filmkunstpreis – Drehbuch (Alle wollen geliebt werden)

Filmfest München
- 2022: Auszeichnung mit dem Förderpreis Neues Deutsches Kino – Drehbuch (Alle wollen geliebt werden)[3]

Nürnberger Autorenstipendium
- 2013/14: Stipendium Schöne Neue Welt[4]